# 松井千枝子
松井 千枝子（まつい ちえこ、1899年12月4日 - 1929年4月2日）は、日本の女優。本名：蔵数 富子。旧芸名は松波 美子。大正から昭和初期にかけてサイレント映画で活躍した。
女優の松井潤子は妹、俳優の松井満は弟にあたる。

## 来歴・人物
1899年（明治32年）東京市浅草区諏訪町に、南葛飾郡で病院を経営する医師の元に長女として生まれる。1917年（大正6年）に東京府立第一高等女学校を卒業。1922年（大正11年）に母親が死亡し、この後父親が再婚したため家を出、牛込区で妹の潤子と一緒に暮らす。
1924年（大正13年）舞台協会に「松井千枝」として参加するが、病気のため一度も舞台に出演することができなかった。この後小笠原プロダクションの『金色夜叉』で初めて映画に出演後、国際活映に「松波美子」の芸名で入社するも1925年（大正14年）に国活が解散。師事していた松山省三や久米正雄に勧められて同年2月に松竹蒲田撮影所へ潤子と共に移り、芸名を「松井千枝子」とする。五所平之助第1回監督作品である『南島の春』のヒロインとして松竹映画に初出演する（製作されたのは牛原虚彦・島津保次郎両監督の『大地は微笑む』が最初）。モダンガール役が多かった潤子と比べ、日本的な憂いを帯びた美人の役が定評を得る。

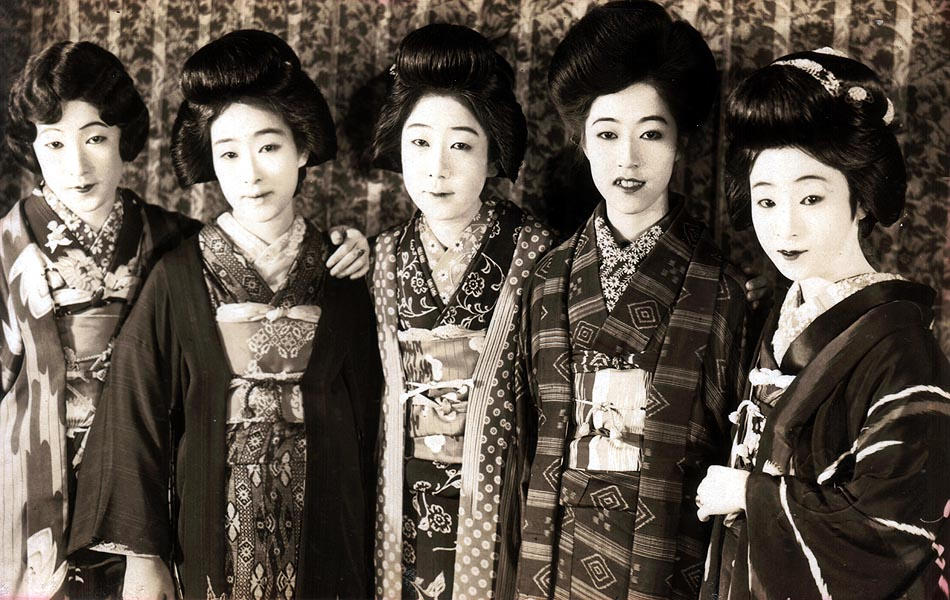
映画『妖婦五人女』（1926年）宣伝用写真から。左から栗島すみ子、松井千枝子、川田芳子、筑波雪子、柳さく子

1927年（昭和2年）、同名の小唄をモチーフとした『春の雨』の原作・脚色を担当し自ら主演、同年、千代子が書いた「寂光」を改題した『哀愁の湖』でも脚色・主演を担当した。
1928年（昭和3年）に腎臓病のため手術を行ったが、療養中の1929年（昭和4年）4月2日に蒲田町の自宅で早世。29歳没。同年7月に城戸四郎、六車修、高松栄子や龍田静枝、齋藤京之助の文を寄せた遺稿集『死の舞台』を潤子らが刊行、8月に遺作『3善人』が公開された。

## おもなフィルモグラフィ
小笠原プロダクション
- 『金色夜叉』 1924年 監督：三善英芳

国際活映
- 『ストトン』 1924年
- 『関の五本松』 1924年
- 『延命院のせむし男』 1924年 監督：池田義信
- 『義血』 1924年

松竹蒲田撮影所

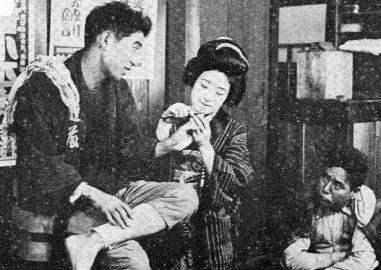
『屋上の恋人』（1925年）のスチル。左から堀川浪之助、松井、新井淳

- 『南島の春』 1925年 監督：五所平之助
- 『大地は微笑む』 1925年 監督：牛原虚彦・島津保次郎
- 『女難』 1925年 監督：蔦見丈夫
- 『愛の乱舞』 1925年 監督：吉野二郎
- 『坂崎出羽守』 1925年 監督：勝見庸太郎
- 『郊外の家』 1925年 監督：重宗務
- 『踊り子の指輪』 1925年 監督：島津保次郎
- 『屋上の恋人』 1925年 監督：吉野二郎
- 『正直金さん』 1926年 監督：勝見庸太郎
- 『悩ましき頃』 1926年 監督：清水宏
- 『秋の歌』 1926年 監督：池田義信
- 『海人』 1926年 監督：鈴木傳明
- 『コスモス咲く頃』 1926年 監督：野村芳亭
- 『受難華』 1926年 監督：牛原虚彦
- 『孔雀の光』 1926年 監督：吉野二郎
- 『妖婦五人女 第四篇 奥様お千枝』 1926年 監督：野村芳亭
- 『父帰る』 1927年 監督：野村芳亭
- 『春の雨』 1927年 監督：清水宏
- 『白虎隊』 1927年 監督：野村芳亭
- 『海の勇者』 1927年 監督：島津保次郎
- 『毒唇』 1927年 監督：野村芳亭
- 『哀愁の湖』 1927年 監督：佐々木恒次郎
- 『浅草行進曲』 1927年 監督：野村芳亭[6][7][8][9]
- 『感激時代』 1928年 監督：牛原虚彦
- 『鉄の処女』 1928年 監督：大久保忠素
- 『昭和の女』 1928年 監督：清水宏
- 『道頓堀行進曲』 1928年 監督：野村芳亭
- 『不如帰』徳富蘆花原作、1928年（ニッポノホン映画解説レコード） [10][11][12][13]
- 『3善人』 1929年 監督：野村芳亭

フィルムが現存するのは『地下室』（1927年 監督：蔦見丈夫、8分）と『感激時代』（19分）のみである。

## 書籍
- 『都会で流行の家庭美容美顔術』 芳蘭閣書房 1928年[15]
- 『死の舞台』 岸俊夫 (編)、宝文館、大阪宝文館、1929年7月[16]

## 関連文献

### 評伝
- 「三拍子揃つてる松井千枝子嬢」『映画女優スタアになるまで』小池善彦 著、章華社〈なるまで叢書〉第1編、1926年（大正15年）、31-34頁。
- 「コスモスの花を想はせる、松井千枝子」『キネマ・スターの素顔と表情』羽太鋭治 著、南海書院、1928年（昭和3年）、206-211頁。
- 「死んでも不可解な松井千枝子」『カフヱ行進曲』有明暁 著、新進社、1929年、69-74頁。
- 「松井千枝子」『女優情史』石上欣哉 著、日月社、1929年（昭和4年）、307頁-。
- 「瞬く妖星(松井千枝子の卷)」『映画界ローマンス』葛飾荘主人 著、平凡社、1930年（昭和5年）、65-83頁（コマ番号43-51）。
- 「松井千枝子との一問一答録」『荷風全集』第28巻、岩波書店、1965年、5-14頁。

その他
- 「松井千枝子・下川凹天」『スター漫画漫談 : 日本欧米映画俳優似顔漫画集』在田稠 (編)、緑陰社、1927年、20-22頁。